# Gabriela Antunes
Maria Gabriela Antunes Cardoso da Silva Antunes, kurz Gabriela Antunes, (* 8. Juli 1937 in Nova Lisboa, Portugiesisch-Angola; † 3. April 2004 in Lissabon, Portugal) war eine angolanische Schriftstellerin und Lehrerin.

## Leben

### Jugend und Ausbildung
Gabriela Antunes wurde am 8. Juli 1937 in der Stadt Nova Lisboa – heute Huambo – ehemals Teil der portugiesischen Kolonie Angola, geboren. Nach ihrer Schulausbildung absolvierte sie ein Studium der Germanistik an der Universität Lissabon bis Dezember 1961. In dieser Zeit weilte sie auch in der Casa dos Estudantes do Império, einem Studierendenhaus, in dem sich vor allem lusophone Studierende aus den afrikanischen Kolonien versammelten und die als Keimzelle der luso-afrikanischen Befreiungsbewegungen gilt.
Später kehrte Antunes zurück nach Angola, wo sie zunächst Englisch an der Escola Comercial e Industrial Sarmento Rodrigues in ihrer Heimatstadt Nova Lisboa unterrichtete. 1973/74 absolvierte Antunes ein Post-Doktorandenstudium in Pädagogik und Didaktik der englischen Sprachen.

### Beruflicher Werdegang
Nach der 1975 erlangten Unabhängigkeit Angolas arbeitete Antunes zunächst vor allem als Lehrerin für Portugiesisch, Englisch und Deutsch an verschiedenen Schulen Luandas, unter anderem an der Escola Vicente Ferreira (später Escola 1º de Maio), am Instituto Comercial de Luanda und dem Colégio Vasco da Gama.
1980 versetzte der angolanische Staat Antunes zunächst ins Bildungsministerium ins Kulturstaatssekretariat, um in einer kleinen Gruppen mit anderen Autoren Kinderbücher im Auftrag des Staates anzufertigen und die Kinderseite der staatlichen Zeitung Jornal de Angola zu gestalten. Im Rahmen dieser Tätigkeit veröffentlichte Antunes 1982 zusammen mit Rosalina Pombal auch ihr erstes Kinderbuch mit dem Titel A águia, a rola, a galinha e os 50 lweis (zu Deutsch: „Der Adler, die Turteltaube, die Henne und die 50 Lweis“). Sie veröffentlichte zudem weitere Bücher: A Abelha e o Pássaro (deutsch: Die Biene und der Vogel; 1982), Luhuna o Menino que Não Conhecia Flor-viva (deutsch: Luhana, der Junge, der Flor-Viva nicht kannte; 1983), Kibala o rei Leão (deutsch: Kiberal und der König der Löwen; 1983), O Castigo do Dragão Glutão (deutsch: Die Strafe des Drachen Glutão; 1983).
Bereits 1983 nominierte sie das Bildungs- und Kulturministerium zur Leiterin der Angolanischen Nationalbibliothek. Zeitgleich begann sie einen Journalismuskurs am Makarenko-Institut (später Instituto Médio de Economia de Luanda) zu betreuen sowie Seminare im Studienfach Angolanische Kunst und Literatur zu geben. 1984 nahm der angolanische Schriftstellerverband (União dos Escritores Angolanos) Antunes auf. Später dozierte sie am privaten Instituto Superior Privado de Angola (ISPRA).

### Auszeichnungen
1999 gewann Antunes den Preis der Fundação Casa de Cultura de Língua Portuguesa für ihre Bemühungen zum Erhalt der Portugiesischen Sprache in ihrem Heimatland. 2000 ehrte sie die portugiesische Botschaft in Angola im Instituto Camões in Luanda ebenfalls für ihre Bemühungen.

### Tod
Gabriela Antunes verstarb am 3. April 2004 in Lissabon, nachdem sie für eine medizinische Behandlung in der portugiesischen Hauptstadt weilte. Sie wurde auf dem Friedhof Alto das Cruzes in Luanda begraben.

## Werke
- A Águia, a Rola, as Galinhas e os 50 Lwei (zusammen mit Rosalina Pombal; 1982)
- A Abelha e o Pássaro (1983)
- Luhuna o Menino que Não Conhecia Flor-viva (1983)
- Kibala, o rei leão (1983)
- O Castigo do Dragão Glutão (1983)
- Histórias Velhas, Roupa Nova (1988)
- O Cubo Amarelo. Luanda (1991)
- Crónicas apressadas: ano um (2002)